# USS Colorado (BB-45)
USS Colorado (BB-45) – amerykański pancernik, okręt główny typu Colorado. Był trzecim okrętem US Navy noszącym nazwę 38 stanu. Pancernik został zamówiony 29 sierpnia 1916. Jego stępkę położono 29 maja 1919 w stoczni New York Shipbuilding Corporation w Camden. Został zwodowany 22 marca 1921, matką chrzestną była pani M. Melville. Do służby wszedł 30 sierpnia 1923, pierwszym dowódcą został komandor porucznik R.R. Belknap.
„Colorado” wypłynął z Nowego Jorku w dziewiczą podróż 29 grudnia 1923. W czasie pierwszego rejsu odwiedził Portsmouth, Cherbourg, Villefranche, Neapol i Gibraltar przed powrotem do Nowego Jorku 15 lutego 1924. Po naprawach i ostatecznych testach wypłynął 11 lipca na zachodnie wybrzeże USA i dotarł do San Francisco 15 września 1924.
W latach 1924–1941 „Colorado” operował w składzie Battle Fleet na Pacyfiku, uczestnicząc w ćwiczeniach floty i różnorodnych ceremoniach, wracając od czasu do czasu na Karaiby na wspólne ćwiczenia z Flotą Atlantyku. Od 8 czerwca do 26 września 1925 odwiedził także, wraz z zespołem pancerników i krążowników, Samoa, Australię i Nową Zelandię w ramach podróży dobrej woli mającej zaprezentować flagę amerykańską na tym obszarze Pacyfiku. Pancernik pomagał w akcji ratunkowej po trzęsieniu ziemi w Long Beach 10 i 11 marca 1933 i podczas rejsu szkoleniowego NROTC w dniach 11 czerwca–22 lipca 1937 pomagał w poszukiwaniach zaginionej Amelii Earhart.
Bazując w Pearl Harbor od 27 stycznia 1941 „Colorado” operował na wodach hawajskich w ramach intensywnych ćwiczeń i gier wojennych do 25 czerwca, kiedy popłynął do stoczni Puget Sound Navy Yard na remont, który potrwał do 31 marca 1942. 31 maja 1942 „Colorado” i „Maryland” przepłynęły pod mostem Golden Gate, by dołączyć do linii obrony przed ewentualnym atakiem japońskim na San Francisco.

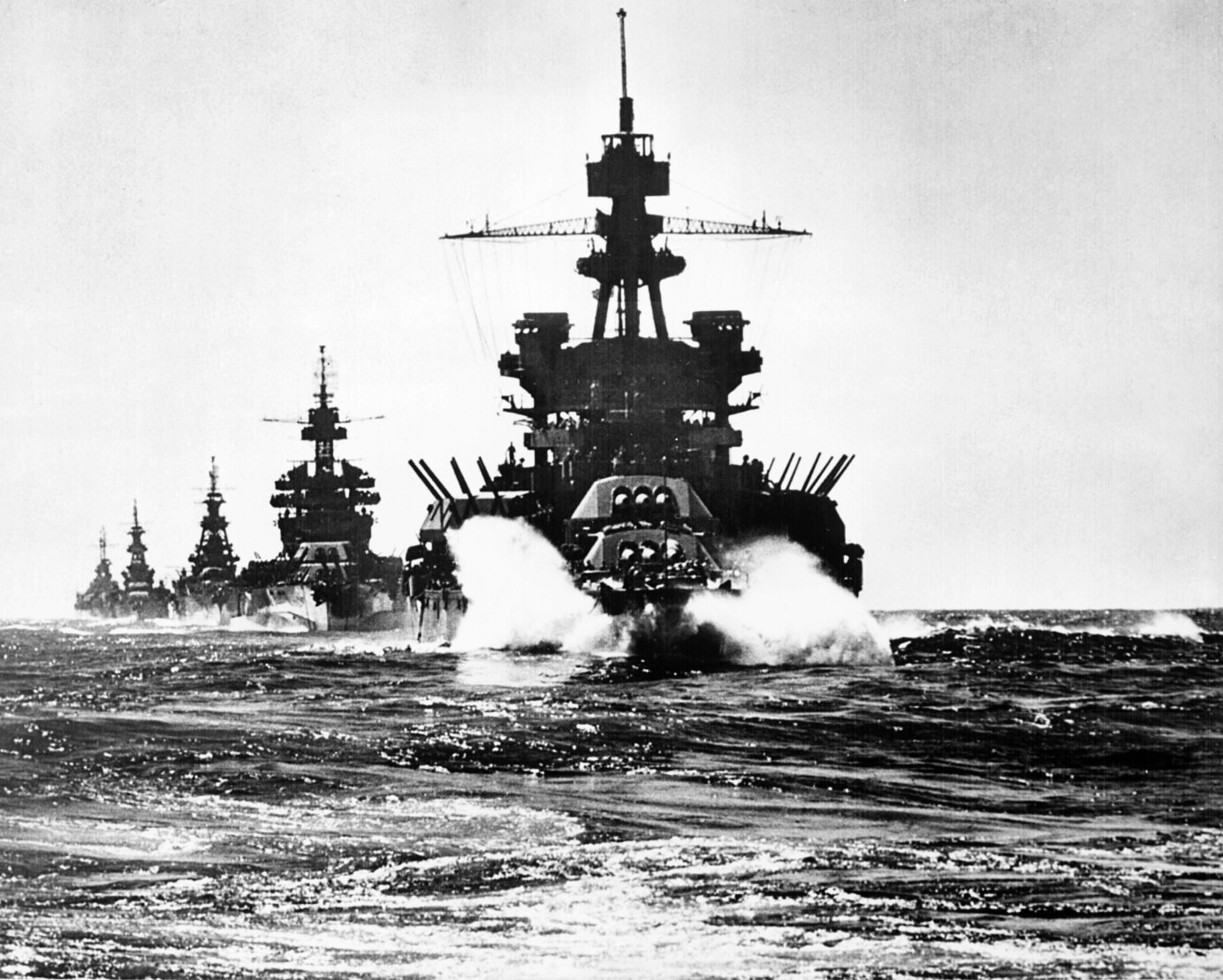
USS „Pennsylvania” prowadzi „Colorado”, USS „Louisville”, USS „Portland” i USS „Columbia” w zatokę Lingayen w styczniu 1945

14 sierpnia 1942, po ćwiczeniach w rejonie zachodniego wybrzeża USA, „Colorado” powrócił do Pearl Harbor, by dokończyć przygotowania do walki. Od 8 listopada 1942 do 17 września 1943 działał w sąsiedztwie wysp Fidżi i Nowych Hebrydów, żeby powstrzymać dalszą ekspansję japońską. Wypłynął z Pearl Harbor 21 października, aby prowadzić bombardowanie przed inwazją i wsparcie artyleryjskie po inwazji na Tarawę. Wrócił do portu 7 grudnia 1943. Po przeglądzie na zachodnim wybrzeżu USA Colorado wrócił do Lahaina Roads na Hawajach 21 stycznia 1944, następnego dnia wypłynął i wziął udział w operacji zajęcia wysp Marshalla. Zapewniał wsparcie artyleryjskie oddziałom lądującym na Kwajalein i Eniwetok do 23 lutego, kiedy udał się do Puget Sound Navy Yard na przegląd.
Chcąc dołączyć do innych jednostek gromadzących się przed operacją zajęcia Marianów, pancernik wypłynął z San Francisco 5 maja 1944, odwiedzając po drodze Pearl Harbor i Kwajalein. Od 14 czerwca ostrzeliwał cele przed operacjami desantowymi i zapewniał wsparcie artyleryjskie lądującym jednostkom i walczącym na brzegu na Saipanie, Guam i Tinian. 24 lipca podczas ostrzeliwania Tinian „Colorado” otrzymał 22 trafienia pociskami wystrzelonymi przez nabrzeżną artylerię, ale do 3 sierpnia kontynuował wspieranie żołnierzy swoimi działami. 20 listopada 1944, po naprawach na zachodnim wybrzeżu USA, „Colorado” dotarł do zatoki Leyte, by wspierać operację lądowania wojsk amerykańskich na Filipinach. Tydzień później pancernik został trafiony przez dwa samoloty kamikaze, zmarło 19 członków załogi, a 72 zostało rannych. Pomimo tego zgodnie z planami pomiędzy 12 i 17 grudnia bombardował Mindoro, po czym udał się do Manus na potrzebny remont.
Okręt liniowy wrócił do Luzon 1 stycznia 1945, uczestniczył w przedinwazyjnym bombardowaniu w zatoce Lingayen. 9 stycznia przypadkowe trafienie pocisku artyleryjskiego w jego nadbudówki zabiło 18 ludzi i raniło 51. 25 marca 1945 po uzupełnieniu zapasów na Ulithi „Colorado” dołączył do gromadzącej się koło Kerama Retto grupy, która miała prowadzić bombardowanie celów w czasie inwazji na Okinawę. Pozostawał w rejonie operacji amfibijnej, zapewniając wsparcie ogniowe do 22 maja, kiedy odpłynął do zatoki Leyte.
6 sierpnia 1945 powrócił do okupowanej Okinawy, by tam wspierać okupację Japonii. 27 sierpnia osłaniał lądowanie jednostek przewożonych drogą lotniczą na lotnisko Atsugi w pobliżu Tokio. Pancernik opuścił zatokę Tokijską 20 września 1945 i dotarł do San Francisco 15 października. 27 października na Dzień Marynarki dopłynął do Seattle. Zanim otrzymał rozkaz zameldowania się w stoczni Bremerton Navy Yard w celu dezaktywacji, został przydzielony do operacji Magic Carpet, odbył trzy rejsy do Pearl Harbor, przewożąc 6357 weteranów wojny na kontynent. Został wycofany ze służby do rezerwy 7 stycznia 1947 i sprzedany na złom 23 lipca 1959.
Dzwon okrętowy pancernika znajduje się obecnie na wystawie w University Memorial Center na Uniwersytecie Kolorado.
„Colorado” otrzymał 7 odznaczeń battle star za służbę w czasie II wojny światowej.